# Vale Covo
Vale Covo is een plaats (freguesia) in de Portugese gemeente Bombarral en telt 1 193 inwoners (2001).